# 요술공주 밍키
《요술공주 밍키》(일본어: 魔法のプリンセスミンキーモモ 마호 노 푸린세스민키모모[*], 영어: Magical Princess Minky Momo, 마법의 프린세스 밍키 모모)는 일본의 아시 프로덕션에서 제작한 마법소녀물 애니메이션이다. 한국에서 잘 알려진 밍키는 일본에서 말하는 전작인 '하늘 밍키(소라 모모)'이다.

## 줄거리 (전/후 공통)
밍키(모모)는 꿈의 나라의 공주님. 지금 지구에서는 사람들이 꿈꾸는 것을 잊어가고 있어 꿈과 마법의 나라에 소멸의 위기가 찾아왔다. 그래서 임금님과 왕비님은 딸인 모모에게, 사람들에게 꿈과 희망을 가져다 줄 사명을 주고 지구로 보낸다. 밍키는 개, 새, 원숭이 세 마리 동물을 데리고 아이가 없는 젊은 부부의 집에서 마법으로 그들의 아이가 되어 살아가게 된다. 꿈의 힘이 적은 지구에서는 어른이 되는 꿈 마법밖에 사용할 수 없어서, 밍키는 마법의 주문으로 18살의 슈퍼걸로 변신해서 지구 곳곳에서 대활약한다.

## 두 사람의 밍키
《요술공주 밍키》라는 제목의 작품은 2가지가 있는데, 1982년에 제작된 작품은 1983년 3월 25일 ~ 1984년 5월 17일 (5월 19일 마지막회 재방)까지 KBS 2TV에서 금요일에 방영된 첫회를 제외하고 매주 목요일 1회씩 방영했고 1985년에 KBS 1TV에서 매주 일요일 2회씩 다시 방영했으며, 1991년에 제작된 작품은 1993년 3월 18일부터 그 해 9월 3일까지 SBS에서 방영되었다.
첫 번째 작품의 꿈나라 페나리나사는 하늘 위(라고 하기보다는 별나라)에 있고, 두 번째 작품의 꿈나라 마린나사는 바다 깊은 곳에 있다. 주인공의 이름이 양쪽 모두 밍키 모모이기 때문에 굳이 구별이 필요한 경우에 첫 번째를 소라 모모(하늘 밍키), 두 번째를 우미 모모(바다 밍키)라고 부르게 되는 경우가 있다.
대한민국에서는 첫 번째 작품이 폭발적인 인기를 누렸지만, 두 번째 작품은 첫 번째에 비해 그다지 큰 인기를 끌지 못했다. 시기상 SBS가 전국적으로 방송되고 있지 않았던 탓도 있었겠지만, 이미 '무엇으로든 변신하는 꿈'은 별 임팩트가 없었기도 하다. 한국에서 방송된 요술공주 밍키(하늘 밍키), 천사소녀 새롬이, 샛별공주, 요술가족, 꽃나라 요술봉으로 계속된 마법소녀 붐은 후속작인 '바다 밍키'를 건너뛰어 곧이어 뾰로롱 꼬마마녀로 인기를 끌며, 천사소녀 네티, 달의 요정 세일러문으로 이어진다.

## 배역/성우진
- 괄호는 한국어 방영 당시.
- '그 외' 항목의 경우 괄호는 없으나 모두 한국어 성우임.

#### 구판(1983년)
- 밍키 모모(밍키)-코야마 마미(주희)
- 신도북(뭉뭉)-다노나카 이사무(노민)
- 피피루(피필)-미타 유우코(나수란)
- 모챠(코코)-키토 레이코(강연숙)
- 페나리나사의 아빠(국왕)-마스오카 히로시(황원)
- 페나리나사의 엄마(왕비)-쓰가다 에미코(박소현)
- 아빠-백진
- 엄마-손정아

- 그 외: 문영래, 故 최응찬, 한수경, 이정은, 이봉준 등

#### 신판(1993년)
- 밍키 모모(밍키)-하야시바라 메구미(주희)
- 쿡쿠북(복슬이)-사쿠라이 도시하루(이병식)
- 챠모(원숭이)-마시바 마리(박은숙)
- 루피피(병아리)-요코야마 치사(최덕희)
- 마린나사의 아빠(국왕)-오가타 켄이치(김태훈)
- 마린나사의 엄마(왕비)-요코오 마리(박소현)
- 아빠-에바라 마시시(김준)
- 엄마-와타나베 미사(문옥현)
- 해설-(홍시호)

- 그 외: 박영희, 김영훈, 임은정, 이현선, 이선호, 기경옥, 김정애, 김정호, 김수경, 박영화, 김수희, 성유진, 이인성, 정동열, 최문자, 성병숙, 이봉준, 김익태, 유제상, 김태웅

## 1기 시리즈 (페나리나사)
전 63화로 구성된 애니메이션. 꿈의 나라 페나리나사가 지구에서 점점 멀어져 가기에, 이것을 어떻게든 지구로 되돌리기 위해 밍키가 지구로 내려온다. 사람들에게 좋은 일(꿈을 나눠주는 일)을 몇 번인가 되풀이하면 왕관과 해피티어라 불리는 보석이 빛을 내게 되며, 이 보석이 12개 모이면 페나리나사는 지구로 돌아올 수 있다.
'소라 모모'(=하늘 밍키)는 도에이 외의 회사에서 처음으로 제작한 변신소녀 애니메이션이다. 생활감의 묘사에 큰 비중을 두는 도에이와는 달리 무대 설정이 무국적에 가깝다. 원안 및 구성을 담당한 슈도 타케시는 무대 설정을 "어느 나라의 어느 마을이란 느낌으로 하죠"라고 제안하고 그것을 밀어붙였다고 한다. 내용적으로는 학교에 다니는 장면이 거의 없는 반면에 종래의 소녀 대상 애니메이션에서는 그려내지 않던 주제가 등장했다(후술).
당시는 여성이 사회에서 활약하는 일은 여자아이들이 보기에는 아직 큰 꿈이나 마찬가지여서, 어떤 직업의 어른으로도 변신할 수 있다는 설정은 말 그대로 여자아이들에게 꿈을 가져다주었고, 큰 인기를 끌었다. 소라 모모는 천사소녀 새롬이 등으로 이어지는 1980년대의 변신소녀 붐과 독자 장르의 선봉이 되었다.
소라 모모는 1시즌과 2시즌이 있는데, 그 경계는 교통사고로 갑자기 주인공 밍키가 죽게 되는 부분이다. 그 바로 전 화에서 마법의 힘을 잃어버리는 데다, 최후의 일격을 날리듯 목숨을 잃게 된다는 마지막 장면은 큰 충격을 불러일으켰다. 이후 밍키는 인간인 부모의 진짜 아이로 환생하게 되며, 환생한 밍키가 다시 자라 꿈을 이루게 되면 왕관에 마지막 해피티어가 빛나게 되며 페나리나사는 지구로 돌아올 수 있다는 이야기로 진행된다.
그리고 2시즌째는, 원래 스폰서를 하고 있던 장난감 회사의 사정으로 1시즌으로 종료 예정이었던 것을 최종화를 제작한 뒤 급하게 연장 진행된 것이다. 이 때부터는 다시 태어난 아기 밍키의 꿈 속에서 전개되는 이야기로, 사람들에게서 꿈을 빼앗아버리기 위해 집요하게 밍키를 노리는 '흑운'과 밍키의 싸움이 된다. 단, 장난감을 새로 더 찍어내기 위해 옷과 요술봉 등의 디자인을 바꾸고 동물 친구가 하나 더 추가된다(핑크빛 드래곤).
슈도 타케시는 방송 전 회의 자리에서 스폰서에게 "명작이란 소린 (안 들어도) 됐고요, 30분짜리 광고라고 생각해 주세요"라는 말을 들었다고 기록했다(이것은 본 작품 이외에도 당시의 많은 TV애니메이션 현장에 있어서의 발언이다). 그러나 본 작품은 그것에 반발이라도 하듯, 주제만 냅다 던지고 끝나는 일이 많은 '소녀에게 꿈을 안겨주는 설정의 애니메이션' 그 자체를 진짜 실현시킨 얼마 되지 않는 작품이다. 미-소 냉전시대였던 당시에 "인간이 사라지면 꿈도 없어진다"는 차원까지 이야기를 진행시키며, '평범'한 마법소녀였던 밍키는 어느 샌가 핵 공격을 저지하게까지 되었다. (이 이야기는 사실 최종화로서 구상되어 있었다고 한다. 원래 중도하차 결정에 대한 반발에서 지구가 싹 망해버린다는 결말로 가는 기획도 있었다)
밍키의 변신은 마침 당시 새로 올림픽에 추가된 경기인 리듬 체조를 모티브로 하고, 리듬 체조용 리본을 변신에 사용했다. 한국에서도 이 전신노출 변신 씬(실루엣 처리지만)이 노컷으로 방송되어 남자아이들에게도 인기를 끌었다. (이후에 방영된 변신소녀 애니메이션(특히 세일러문)에서는 누드컷은 완전히 잘려버리는 경우가 흔했다)

## OVA
- 마법의 프린세스 밍키 모모-꿈 속의 윤무(론도):1985년
- 마법의 프린세스 밍키 모모-꿈에 걸린 다리:1993년
- 마법의 프린세스 밍키 모모-여행자들의 역:1994년

## 그 외
- 일본의 옛날 이야기 '모모타로'와 그 부하인 3마리의 동물 개, 원숭이, 새에서 '모모'라는 이름과 동물 친구가 유래되었다.
- 1985년작 애니메이션 기동전사 건담의 하만 칸과 헤어스타일이 같다는 이유로 여러 2차 창작물 패러디가 이루어진다.
- 포켓몬스터의 애니메이션에서 밍키와 닮은 마법소녀가 몬스터와 말할 수 있는 마법의 약을 만드는 데 실패해 사토시(SBS-지우)가 피카츄가 돼 버린다. 포켓몬스터 애니메이션의 감독과 시리즈 구성은 밍키 모모와 같은 유야마 쿠니히코와 슈도 타케시였다는 것에서 생겨날 수 있는 에피소드이다. 포켓몬스터의 디렉터였던 다지리 사토시가 밍키 모모의 팬이었기에 이런 인선이 이루어졌다고 볼 수도 있다.